# 専攻
専攻（せんこう、英: major）または専修（せんしゅう）には、次の意味がある。
1. 特定の分野を究めようとすること、またはその分野。
2. 学校で主に学ぶ分野。主専攻、副専攻（英: minor）。

## 大学・大学院においての「専攻」
大学・大学院において、自身の専門として選択し、深く学習・研究する分野のことを指す。文部科学省の資料では、学問系統分類の「大分類＞中分類＞小分類」の「小分類」に該当し、「学科」と同義扱いされている。また、立教大学や中央大学などの文学部においては、専攻/専修という用語を用いている。
- 「日本の大学」では、入学試験を受験する際に、希望する専攻を指定する場合が多い。
- 「アメリカの大学」では、入学時に専攻を決めないことが一般的である[4]。

### 複数の専攻分野
アメリカやオーストラリア、また国際基督教大学など一部の日本の大学では、専攻分野を複数持つことが可能である。
- 主専攻（シングルメジャー）

専攻を一つだけ選んで履修する。
- ２つの主専攻（ダブルメジャー）

2つの専攻を同時に履修する。
- 主専攻（メジャー）と副専攻（マイナー、もしくはサブメジャー）

2つの専攻を比率を変えて履修する。「副専攻」とは、「主専攻分野以外の分野の授業科目を体系的に履修させる取組」であり、学内で規程が整備されている等、組織的に行われているものをいう。